# Michel Tournier
Pour les articles homonymes, voir Tournier.
Michel Tournier, né le 19 décembre 1924 dans le 9e arrondissement de Paris et mort le 18 janvier 2016 à Choisel, est un écrivain français.
Philosophe de formation et germaniste, Michel Tournier commence comme traducteur pour les éditions Plon, puis se présente à des émissions culturelles à la radio et à la télévision. Il publie son premier roman à 42 ans, Vendredi ou les Limbes du Pacifique, qui reçoit le Grand prix du roman de l'Académie française et qui est salué pour son originalité et la maîtrise « classique » de son écriture. Vendredi ouvre alors trois décennies consacrées à la littérature.
Il est l'auteur de plusieurs ouvrages, dont le plus célèbre est Le Roi des aulnes qui obtient le prix Goncourt en 1970, d'œuvres pour la jeunesse, parmi lesquelles Vendredi ou la Vie sauvage, et d'essais, dont Journal extime.
Il est membre de l'Académie Goncourt de 1972 à 2010.

## Biographie

### Famille
Sa mère, née Marie-Madeleine Fournier, était la fille d'un pharmacien de Bligny-sur-Ouche en Côte-d'Or et Michel Tournier a passé ses vacances d'enfant dans le village  de Lusigny-sur-Ouche (il y séjourna de nouveau pendant l'été 1944 et pendant la Libération de la région en septembre).
Son père, Alphonse Tournier, est issu d'une famille d'artisans verriers établis dans l'Hérault au début du XIXe siècle, puis à Lalande en Dordogne. Alphonse Tournier était né à Cognac en Charente, d'un père gascon et d'une mère d'ascendance aveyronnaise.
Les parents de Michel Tournier s'étaient rencontrés à la Sorbonne alors qu'ils étaient étudiants en licence d'allemand. Alphonse, gueule cassée de 14-18 et germaniste accompli, renonce à l'enseignement et fonde plusieurs sociétés de collecte des droits d'auteurs à l'origine de la SACEM. En 1929, il fonde notamment le Bureau international des éditions musico-mécaniques (BIEM), et il est conseiller de la SACEM.
La famille (trois garçons, dont Jean-Loup Tournier, directeur de la SACEM, et une fille) habite d'abord à Paris, rue Taitbout, dans le 9e arrondissement, avant de s'installer dans une grande maison à Saint-Germain-en-Laye. Michel Tournier fréquente alors l'École Saint-Érembert où il est un élève turbulent et médiocre. Il passe durant cette période ses vacances à Fribourg-en-Brisgau, dans un foyer d'étudiants catholiques avec ses frères et sœur et assiste à l'avènement du nazisme avec ses parades militaires et les discours du Führer.

### Formation
En 1941, la famille Tournier quitte la maison de Saint-Germain-en-Laye réquisitionnée par les Allemands et s'installe à Neuilly-sur-Seine. Michel Tournier entre au lycée Pasteur, où il découvre la philosophie avec Maurice de Gandillac.
« J'avais comme condisciple au lycée Pasteur Roger Nimier. Il était effrayant de précocité : il avait tout  lu, tout compris, tout assimilé à seize ans. Il a publié son premier livre à dix-huit ans, son dernier livre à vingt-huit ans et il est mort à trente-sept ans. C'est une espèce de trajectoire de météore. Franchement, je préfère le contraire. C'est plus sûr de se donner le temps. Il faut aussi ne pas raconter sa vie. Mais un écrivain jeune ne peut qu'aller vite et raconter sa vie » explique-t-il au journaliste Jean-Luc Delblat dans Le Métier d'écrire en juin 1991.
Passionné par les ouvrages de Gaston Bachelard et ayant échoué au concours d'entrée à l'École normale supérieure, il choisit de préparer une licence de philosophie à la Sorbonne, où il soutient en juin 1945 son diplôme d'études supérieures de philosophie sur Platon. Il réside ensuite quatre ans dans l'Allemagne en reconstruction — il y rencontre Gilles Deleuze — et suit les cours de philosophie de l'université de Tübingen avant de rentrer en France en 1949. Finalement, il renonce à l'enseignement après son deuxième échec à l'agrégation de philosophie en 1950.
« J'ai découvert la philosophie à seize ans, et j'ai abandonné toute ambition littéraire pour m'y consacrer. Mais à vingt-cinq ans, j'ai renoncé à la carrière universitaire, car, au lieu d'être reçu dans les premiers à l'agrégation de philosophie, comme j'y comptais bien, j'ai été rejeté dans les derniers ! », avoue-t-il avec humour à Jean-Luc Delblat. La philosophie tient cependant une part très importante dans ses romans, en particulier dans ses contes enfantins : 

« Amandine ou Les deux jardins, c'est le conte de la métaphysique, Amandine allant voir de l'autre côté du mur, c'est-à-dire le Métamur. Pierrot ou Les secrets de la nuit, c'est le conte de l'ontologie, car la pâte que pétrit le boulanger est le symbole de la substance. Pierrot et Arlequin s'opposent dans ce conte par des qualités diamétralement opposées : Pierrot, c'est le noir et blanc, la nuit et la lune, l'écriture, la vie sédentaire. Arlequin c'est la couleur, le jour et le soleil, la parole et la chanson, la vie nomade... Et, surtout, Pierrot c'est la substance, Arlequin c'est l'accident. Avec cette petite histoire qu'on peut lire à des enfants de six ans, je jette une passerelle entre le jardin d'enfants et Spinoza. »

### Débuts dans l'édition et à l'ORTF
Michel Tournier s'installe à Paris, dans un hôtel de l’île Saint-Louis. Il fréquente des écrivains comme Georges Arnaud et Yvan Audouard, des artistes comme Pierre Boulez ou des philosophes comme Gilles Deleuze. Pendant huit ans il fait des traductions pour les éditions Plon, où il est directeur littéraire. Il traduit entre autres certains romans d'Erich Maria Remarque.
« Puisque je ne pouvais pas être professeur, j'ai fait des "petits boulots" pour gagner ma vie... J'ai été ainsi producteur et réalisateur à la RTF, attaché de presse d'Europe 1, collaborateur à différents journaux. Et il m'a fallu dix-sept ans de tâtonnements et de recherches pour arriver à intégrer la philosophie dans une formule littéraire » explique-t-il à Jean-Luc Delblat.

Il participe alors à des émissions culturelles sur Europe 1 et anime une cinquantaine d'émissions mensuelles sur la deuxième chaine de l'ORTF intitulées Chambre noire sur la photographie qui deviendra indissociable de son œuvre : 

« Les photographies me servent pour me remémorer des paysages. Notamment, j'ai beaucoup photographié l'Islande pour Les Météores. La photographie est un domaine que j'ai beaucoup travaillé, car j'ai fait dans les années soixante une cinquantaine d'émissions pour la télévision, qui m'ont obligé à passer quatre, cinq jours dans l'intimité des plus grands photographes. J'ai ainsi rencontré Man Ray, Bill Brandt, André Kertesz, Jacques-Henri Lartigue, Brassaï... C'est une expérience irremplaçable, un grand savoir personnel... Mais Michel Tournier photographe, c'est zéro ! Je fais de belles photos, mais elles n'ont aucun intérêt de création. Ce sont des choses personnelles, qui me servent beaucoup comme source d'inspiration. Dans Gaspard, Melchior et Balthazar, Balthazar tombe amoureux d'un portrait. J'y décris une perversion qui est l'iconophilie, c'est-à-dire le culte de la vedette, le fait qu'on aime quelqu'un parce qu'il ressemble à une image. Et puis La Goutte d'or aurait pu s'appeler La Photographie. Ce roman commence par une photo, et tout le problème, pour mon personnage, est de retrouver cette image. Il court après son image. »

Il se lie alors avec Lucien Clergue avec qui il crée en 1968 le plus grand festival consacré à la photographie en France, les Rencontres de la photographie d'Arles.

### Carrière
Après plusieurs textes qu'il juge trop médiocres, Michel Tournier publie en 1967, à quarante-deux ans, son premier roman Vendredi ou les Limbes du Pacifique. Il rencontre vite le succès et l'estime du monde littéraire. Son roman est couronné par le grand prix du roman de l'Académie française.
En 1970, son deuxième roman, Le Roi des aulnes, marque les esprits et obtient à l'unanimité le prix Goncourt.
Écrivain reconnu, Michel Tournier entre au comité de lecture des éditions Gallimard et devient en 1972 membre de l'Académie Goncourt.
Il se consacre dès lors entièrement à la littérature avec en plus de ses romans et nouvelles, des textes pour la jeunesse (comme la reprise de son premier roman sous le titre de Vendredi ou la Vie sauvage en 1971 ou Barbedor en 1980).
Il publie également des essais : Le Vent Paraclet (1978), autobiographie et réflexion littéraire et philosophique, Célébrations (1999).
Il écrit de nombreux articles, des préfaces de livres, pour Le Bachelier de Jules Vallès ou pour Calligraphe d'Hassan Massoudy.
En 1957, il s'installe dans un ancien presbytère à Choisel dans la vallée de Chevreuse où il travaille dans la solitude, à l'écart de Paris et des dispersions du milieu littéraire. Il se montre très attentif à ses lecteurs qu'il aime rencontrer, tout particulièrement les collégiens auxquels il rend souvent visite.

Il a aussi beaucoup voyagé pour la longue préparation de ses livres, comme il l'explique en juin 1991 à Jean-Luc Delblat : 

« J'ai fait quelquefois des voyages immenses. Pour Les Météores, j'ai fait le tour du monde, parce que l'un des jumeaux fuyait son frère, lequel lui courait après. J'ai traversé ainsi le Canada, de Vancouver à Montréal, en chemin de fer, pendant quarante-huit heures jour et nuit, pour un passage de ce livre. Il fallait l'avoir fait, ça ne s'invente pas ! Souvent, mon manuscrit me donne l'ordre de faire des choses extrêmement dures. Pour La Goutte d'or, j'ai été passer une matinée dans un abattoir. J'en ai beaucoup souffert. En ce moment, je m'intéresse au métro et au suicide. Il m'arrive de passer des nuits entières dans le métro parisien. C'est très dur, mais ça donne du piment à la vie... C'est extrêmement juteux, c'est très rentable. C'est la méthode Zola, qui allait au charbon — et doublement — quand il écrivait Germinal. Flaubert l'a aussi fait, il a été le premier à faire des enquêtes, et à aller sur le terrain. »

Ses livres sont désormais traduits dans plusieurs dizaines de langues et les tirages sont toujours impressionnants, comme pour Vendredi ou la Vie sauvage (près de trois millions d'exemplaires en France) ou Le Roi des aulnes (quatre millions).
Objet de plusieurs études et thèses,, l’œuvre de Michel Tournier lui a valu la médaille Goethe en 1993, et le titre de docteur honoris causa de l'université de Londres en 1997.

### Fin de vie
Fin 2010, à 85 ans, il fait connaître à Edmonde Charles-Roux son souhait de démissionner du jury de l'Académie Goncourt et d'en devenir membre honoraire.

Il n'écrit plus mais continue à parler de ses œuvres. Il se confie, comme en mai 2010 en répondant à Marianne Payot, journaliste à Lire : 

« Je ne me suiciderai pas, mais je trouve que j'ai déjà beaucoup trop vécu. Je souffre de la vieillesse : je n'entreprends plus rien, je ne voyage plus. Je m'ennuie. »

Il alimente aussi le fonds Tournier créé en 1996 à la bibliothèque universitaire d'Angers.

Il meurt le 18 janvier 2016 à son domicile de Choisel à l'âge de 91 ans. Ses obsèques sont célébrées le 26 janvier 2016, en l'église Saint-Jean-Baptiste de Choisel. Il est inhumé dans le cimetière qui jouxte l'église et son presbytère, ayant lui-même choisi son épitaphe : 

« Je t'ai adorée, tu me l'as rendu au centuple, merci la vie ! »

### Décoration
- 31 décembre 2015 : commandeur de la Légion d’honneur[18]

### Postérité
Le SNE crée en 2017 le prix Vendredi en hommage à Michel Tournier. Ce prix récompense des ouvrages littéraires francophones destinés aux adolescents.

## Analyse de l'œuvre

### Style
Dans un style acéré et avec un sens du drame et du sacré qui n'empêche pas l'ironie subversive, Michel Tournier crée un univers personnel animé par des personnages complexes — essentiellement masculins — en réinterprétant les mythes comme Robinson Crusoé dans Vendredi ou les Limbes du Pacifique (1967), Castor et Pollux dans Les Météores (1975), les rois mages dans Gaspard, Melchior & Balthazar (1980), Barbe-Bleue et Gilles de Rais dans Gilles et Jeanne, la bulla aurea romaine dans La Goutte d'or (1985), Moïse et la Terre promise dans Eléazar ou la Source et le Buisson (1996).
Il en fait la trame de récits où le réalisme minutieux s'associe à la création imaginaire de mondes différents (l'île du naufragé du XVIIIe siècle, le parcours des rois orientaux de l'Antiquité, le contexte du guerrier et de la sainte au XVe siècle, la Prusse-Orientale du Roi des aulnes et la napola où l'ogre dévoreur se change en saint Christophe sauveur d'enfant durant la Seconde Guerre mondiale et le nazisme…).
Chacun de ses livres résulte d'un long travail d'enquête : « J'ai des caisses entières de notes et de livres annotés. J'ai un principe en ce qui concerne les livres : je ne touche pas, j'évite de lire tout roman, nouvelle ou autre fiction qui traite du sujet qui m'intéresse. C'est tabou ! (rires)... je ne veux pas me laisser influencer par une autre vision de ces choses. En revanche, je pille sans vergogne tout ce qui est histoire, anatomie, archéologie, linguistique, technologie, etc. Je n'ai aucun scrupule à dévaliser les dictionnaires, les traités. Quand j'écris un livre, il y a deux ans d'enquête et deux ans de rédaction. » explique-t-il au journaliste Jean-Luc Delblat.
Il interroge ainsi les parcours humains, soulevant des questions comme celle de la civilisation et de la nature, de la détermination du bien et du mal et de la chute ou du rapport à l'autre et à soi-même à travers le thème du double et de l'androgyne. Faisant intervenir le jugement moral, on a pu lui reprocher certains aspects troubles de ses œuvres qui présentent parfois « une polysexualité étonnante, troublante, qui participe de la nature cosmique, sans craindre l'immoral ». Il a publié en 1978, Le Vent Paraclet, où, mêlant autobiographie et réflexion littéraire et philosophique, il éclaire son œuvre.

Il se dit adepte d'une « littérature de célébration de la vie » en opposition à une « littérature haineuse » : 

« Il y a toute une tradition de la littérature haineuse en France, qui culmine avec Céline. Ce sont des mises en accusation de la vie et des gens. Pour moi, la littérature doit être une célébration. Il est évident que lorsqu'on se promène, on rencontre des horreurs, des monstres, mais on n'est pas obligé d'en parler de façon haineuse ! Ainsi, je n'aime pas Proust, car son univers est un monde de personnages grotesques et répugnants, à commencer par Swann, qui est un imbécile, un inutile, un rentier. Cette remarque est valable pour tous ses personnages : Proust voit laid comme Saint-Simon, dont Proust est d'ailleurs l'héritier. Ses Mémoires sont un admirable et désespérant guignol. Il n'y a pas trace dans ce monde pour l'amour, la tendresse ou la grandeur... Puis il y a les écrivains et les artistes qui voient beau. Monet disait à la fin de sa vie : "Je n'ai jamais rien vu qui fût laid". C'est admirable ! Même différence entre Goncourt et Zola. Goncourt prétendait avoir inventé le Naturalisme, mais c'était Zola le grand naturaliste de l'époque. Si vous les comparez, il y en a un qui est haineux - Goncourt - et l'autre qui est amoureux : Zola. Il est amoureux de tous ses personnages, il les décrit avec tendresse, même les plus affreux ! La laideur a aussi sa beauté... La laideur décrite par Zola est belle. »

### Influences
Michel Tournier s'est souvent exprimé sur sa vie et sur ses œuvres. Une de ses phrases rend compte de son ambition : « Pour moi, le sommet de la littérature française, c'est Flaubert. Les Trois contes. Ça, c'est le super-sommet. Parce que c'est à la fois d'un réalisme total et d'une magie irrésistible. C'est l'idéal ».
Germaniste de formation, il reconnaît l'influence thématique et stylistique de la littérature allemande sur sa création littéraire ; particulièrement l'œuvre de Günter Grass (Le Tambour, Les Années de chien, Le Turbot) qui lui apprend à maîtriser la profusion romanesque et à démonter la vision rationaliste de l'Histoire afin d'en révéler la face légendaire, absurde et monstrueuse,,. Tournier parle d'une tradition littéraire d'« authenticité par le grotesque » à laquelle se rattachent également François Rabelais, Miguel de Cervantès et Louis-Ferdinand Céline.
La mise en accusation du rationalisme et l'association du réalisme littéraire à la réinterprétation des mythes apparaissent dès Vendredi ou les Limbes du Pacifique, son premier roman, publié en 1967, présenté comme une réécriture du Robinson Crusoé de Daniel Defoe. Tournier montre dans le journal de bord que tient le naufragé, un occidental qui s'interroge peu à peu et qui finalement, initié par Vendredi, choisit la nature contre la culture et décide de rester sur son île Esperanza dont il a renoncé, contrairement au héros de Defoe, à faire un modèle réduit de la civilisation violente et pyramidale qu'il connaissait en Angleterre. Michel Tournier reprendra en 1971 sous le titre de Vendredi ou la Vie sauvage le thème de ce roman dans un livre pour la jeunesse qui est devenu un classique pour les collégiens.
En 1970, paraît Le Roi des aulnes qui obtient le prix Goncourt. Le titre renvoie à un célèbre poème de Goethe et Michel Tournier y décrit avec réalisme la Prusse-Orientale avec ses marais et ses forêts, et certains aspects du nazisme (Hermann Göring, les Napolas, l'extermination des Juifs) en y associant des mythes comme l'Ogre, le massacre des Innocents, la phorie (?) de l'enfant (le fait de porter un enfant dans ses bras ou sur ses épaules comme le Roi des aulnes ou saint Christophe). Le roman sera adapté au cinéma en 1996 par Volker Schlöndorff.
En 1975, dans Les Météores, Michel Tournier exploite un autre mythe, celui de Castor et Pollux et de la gémellité, dont il questionne la face obscure et l’ambiguïté de l'androgyne en même temps qu'il raconte un voyage initiatique autour du monde.
En 1978, paraissent deux titres : Le Coq de bruyère, un recueil de nouvelles qui regroupe des textes divers, contes et récits, et Le Vent Paraclet, un essai dans lequel Michel Tournier parle de lui et de son métier d'écrivain en associant autobiographie et réflexion littéraire et philosophique.
Le quatrième roman, Gaspard, Melchior & Balthazar (1980), s'appuie quant à lui sur le mythe des rois mages qui permet à Michel Tournier d'imaginer les voyages des légendaires rois mages aux motivations diverses (amour, beauté, pouvoir), en leur adjoignant un quatrième personnage. La version pour enfants, publiée en 1983, aura pour titre Les Rois Mages.
En 1983, Gilles et Jeanne montre d'abord la proximité entre Jeanne d'Arc et Gilles de Rais, guerrier entièrement dévoué à Jeanne, puis la dérive du guerrier qui deviendra alchimiste et monstrueux tueur en série d'enfants mais que Tournier transforme en assassin de femmes en le présentant comme une figure de Barbe-Bleue plutôt qu'un ogre dans la tradition des contes de Perrault.
Michel Tournier aborde de nouveaux thèmes avec La Goutte d'or (1985), roman qui traite du choc des cultures et du racisme ordinaire en contant l'histoire d'Idriss, un jeune Berbère saharien. Dépossédé d'une part de lui-même par une photographie prise par une touriste parisienne, Idriss entreprend un voyage hasardeux pour la retrouver en France. En chemin il se fait voler un bijou en forme de bulle d'or : il perd ainsi symboliquement la liberté que représentait la bulla aurea pour les Romains de l'Antiquité et affronte le sort des émigrés du quartier de la Goutte-d'Or à Barbés où ils subissent le choc d'un monde des images dont ils n'ont pas les codes et des difficultés matérielles et existentielles des déracinés. Marcel Bluwal en a tiré un téléfilm diffusé en janvier 1990.
La même année, en 1985, paraît Le Médianoche amoureux, un recueil de contes et de nouvelles à la manière du Décaméron de Boccace puisque chacun des convives du médianoche (repas de minuit) doit raconter une histoire vraie ou imaginaire sur le même thème du double ou de la répétition.
La plume de Michel Tournier se fait alors plus rare. Il publie en 1996 un roman d'une grande concision (139 p.), Eléazar ou la Source et le Buisson, qui raconte le voyage d'une famille de colons du XIXe siècle irlandais en marche vers la Californie, nouvelle terre promise. Cette reprise du mythe de Moïse explore la question du refus de Dieu, qui ne permet pas à Eléazar/Moïse d'entrer en Terre Promise : il restera dans l’âpre Sierra Nevada du buisson ardent, loin des sources irlandaises, privé du lait et du miel de Canaan.
En 1999, paraît l'un de ses derniers ouvrages, Célébrations : 82 « texticules », mot de Tournier pour définir ces petits textes où il dit de façon souvent espiègle ses admirations pour une œuvre, un artiste ou des éléments comme l'arbre, le cheveu, le serpent ou les saisons.

## Œuvres

### Romans

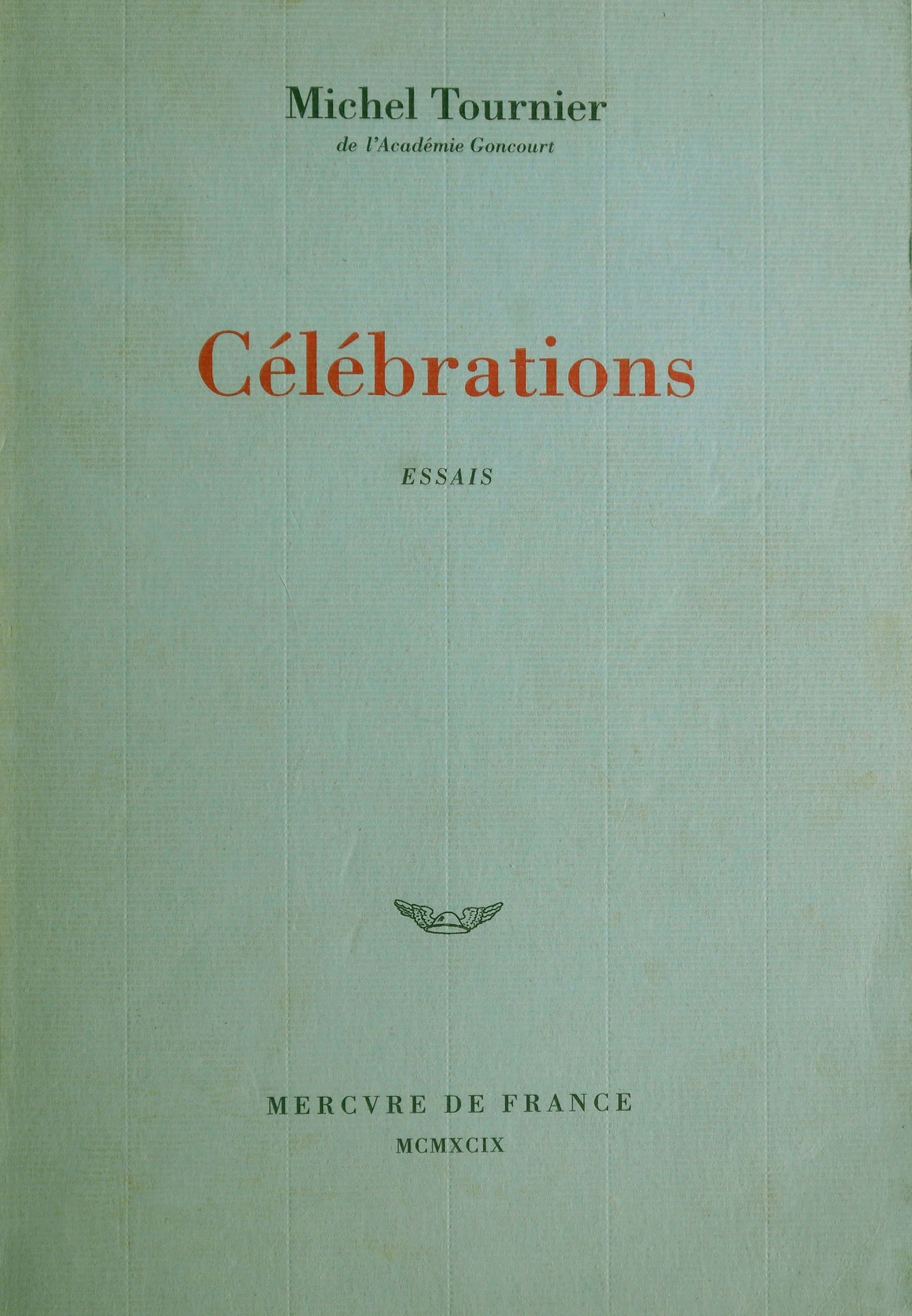
Célébrations un essai paru en 1999 au Mercure de France.

- Vendredi ou les Limbes du Pacifique (1967)
- Le Roi des aulnes (1970)
- Les Météores (1975)
- Gaspard, Melchior & Balthazar (1980)
- Gilles et Jeanne (1983)
- La Goutte d'or (1985)
- Eléazar ou la Source et le Buisson (1996)

### Recueils de contes et nouvelles
- Le Coq de bruyère (1978)
- Le Médianoche amoureux (1989)

### Pièce de théâtre
- Le Fétichiste (1974)

### Essais
- Le Vent Paraclet, Gallimard (1978) •  (ISBN 978-2-07018-292-3)
- Le Vol du vampire (1981)
- Vues de dos (1981). Photographies Édouard Boubat
- Des clefs et des serrures (1979  ; réédition 1983). Avec photographies[34].
- Le Vagabond immobile (1984) (avec Jean-Max Toubeau)
- Petites Proses (1986)
- Le Tabor et le Sinaï, essais sur l'art contemporain (1988)
- Le Crépuscule des masques (1992). Photos et photographes
- Le Pied de la lettre (1994)
- Le Miroir des idées (1994)
- Célébrations (1999)
- Célébration de l'offrande, avec Christian Jamet, Éditions Albin Michel (2001) •  (ISBN 978-2-22612-776-1)
- Journal extime (2002)
- Allemagne, un conte d'hiver de Henri Heine (2003)
- Le Bonheur en Allemagne ?, Buchet-Chastel (2004) •  (ISBN 978-2-35004-004-2)
- Les Vertes lectures (2006)
- Voyages et paysages (2010)
- Je m'avance masqué (2011, entretiens avec Michel Martin-Roland)
- Lettres parlées à son ami allemand Hellmut Waller (2015)

### Littérature d'enfance et de jeunesse
- Vendredi ou la Vie sauvage (1971)
- La Fugue du Petit Poucet, illustratons d'Alain Gauthier, éd. GP (1979)
- Pierrot ou les secrets de la nuit (1979)
- Barbedor (1980)
- L'Aire du muguet (1982)
- Les Rois Mages (1983)
- Sept contes (1984)
- Angus (avec l'illustrateur Pierre Joubert, Signe de piste, 1988)
- Les Contes du médianoche (1989)
- La Couleuvrine (1994)
- Le miroir à deux faces ; La fugue du Petit Poucet ; Ikonut ou L'infini et les Eskimos ; Amandine ou Les deux jardins, contes, illustrations de Alain Gauthier, Seuil jeunesse (1994)
- Barberousse (2003)

### Préfaces
- Trois contes, de Gustave Flaubert (1973)
- Le Bachelier, de Jules Vallès (1974)
- Le Docteur Faustus, de Thomas Mann (1975)
- Mephisto, de Klaus Mann (1975)
- Robinson Crusoé, de Daniel Defoe (1975)
- Le Père Goriot, d'Honoré de Balzac (1979)
- Les Affinités électives, de Goethe (1980)
- Anton Reiser, de Karl Philipp Moritz (1986)
- Le Trésor d'Arlatan, d'Alphonse Daudet (1991)
- Un temps pour vivre, un temps pour mourir, d'Erich Maria Remarque (2000)
- Les Indes noires, de Jules Verne (2004)
- Fils du soleil, de Jack London (2005)
- La Jangada, de Jules Verne (2005)
- Les Réprouvés, d'Ernst von Salomon (2011)

## Controverses

### Contenu pédophile dans le romanLe Roi des Aulnes
Le roman est considéré par certains comme présentant du contenu pédophile exprimé par le personnage principal, Abel Tiffauges. Hubert Prolongeau cite le roman dans un article , mentionnant « une phrase parmi d'autres » tirée du journal que tient Abel Tiffauges : « À l'opposé des fesses des adultes, paquets de viande morte, réserves adipeuses, tristes comme les bosses du chameau, les fesses des enfants vivantes, frémissantes, toujours en éveil, parfois haves et creusées, l'instant d'après souriantes et naïvement optimistes, expressives comme des visages ».
Claire Devarrieux écrit dans Libération : « Inutile de dire que, le manuscrit du Roi des Aulnes atterrirait-il aujourd’hui sans nom d’auteur dans une maison d’édition, il serait aussitôt refusé pour pédophilie ».
Au-delà de ce contenu livresque, les révélations de Mathilde Brasilier, victime du réseau pédocriminel surnommé par les médias « Les hommes de la rue du Bac,,  », indiquent que Michel Tournier a fréquenté certains membres de ce groupe dans les années 1980.

## Adaptations de son œuvre

### Au cinéma
- 1996 : Le Roi des aulnes, film germano-franco-britannique réalisé par Volker Schlöndorff, d'après le roman éponyme publié en 1970
- 1998 : Le Nain rouge, film belgo-franco-italien réalisé par Yvan Le Moine, d'après Le Coq de bruyère (conte Le Nain rouge)

### À la télévision
- 1990 : La Goutte d'or, téléfilm français de Marcel Bluwal, d'après le roman éponyme publié en 1985

### Archives
- Fonds Michel Tournier de la bibliothèque universitaire d'Angers

### Filmographie
- Michel Tournier, film de Nicolas Ribowski, interview de Bernard Pivot, Gallimard, INA, Paris, 2006, 1 h 35 min (DVD)
- Michel Tournier : Robinson et son double (1924-2000), film de Max Armanet, Centre national de la cinématographie, Paris, 2008, 48 min (DVD)